# مارجريت فلمان
مارغريت آن فيليمان (بالإنجليزية: Margaret Anne Feilman) (من مواليد 21 يونيو 1921 - تُوفيت في 24 سبتمبر 2013) كانت أول مخططة أنثى في مدينة برث، عملت أيضًا كمهندسة معمارية ومصممة مناظر طبيعية. كانت مارغريت عضوة مؤسسة في معهد تخطيط المدن الأسترالية الغربية في عام 1950، وشاركت في التحدث العام بشكل كبير كوسيلة «لتثقيف الجمهور إلى تخطيط أفضل».

## حياتها
مارغريت آن فيليمان هي ابنة هربرت برنار وإثيل آن فيلمان. نشأت فيلمان في المنطقة الجنوبية الغربية من أستراليا الغربية. في عام 1938 أصبحت أول طالبة في قسم الأشغال العامة في أستراليا الغربية، وحصلت على درجة البكالوريوس في الآداب في جامعة ويسترن أستراليا في عام 1943. ودرست في كلية بيرث للتقنية واجتازت الاختبار النهائي للتسجيل كمهندسة معمارية في عام 1945. حصلت على منحة من المجلس الثقافي البريطاني في عام 1948. وفي عام 1950 أكملت دبلوم الدراسات العليا في تخطيط المدن في مدرسة المدينة والتخطيط القطري في جامعة درم، وبعد ذلك عادت إلى بيرث وفتحت ممارسة في الهندسة المعمارية وتخطيط المدن في عام 1952. خططت مارغريت لموقع مدينة كوينانا الجديدة لإيواء 25000 موظف في الصناعة بالنسبة لدائرة الأشغال العامة في الولاية.
كانت مارغريت عضوة مؤسسة في فرع أستراليا الوطني في أستراليا الغربية في عام 1959 ، ثم أصبحت لاحقًا مفوّضة أولى في لجنة التراث الأسترالي في عام 1976 ، ولعبت دورًا في إنشاء سجل الملكية الوطنية ودعمت دراسات حفظ التراث في الجامعات الأسترالية. شاركت أيضًا في تعليق عام حول التغييرات المختلفة في تشريعات التراث.